# یواس‌اس سومتر (ال‌اس‌تی-۱۱۸۱)
یواس‌اس سومتر (ال‌اس‌تی-۱۱۸۱) (به انگلیسی: USS Sumter (LST-1181)) یک کشتی بود که طول آن ۵۲۲ فوت ۳ اینچ (۱۵۹٫۱۸ متر) بود. این کشتی در سال ۱۹۶۹ ساخته شد.